# 伊藤良二
伊藤 良二（いとう りょうじ、1952年 - ）は日本の経営コンサルタント。
慶應義塾大学政策・メディア研究科特任教授。　

## 略歴
1975年慶應義塾大学工学部管理工学科卒業、1979年シカゴ大学経営大学院修士課程修了。マッキンゼー・アンド・カンパニーのパートナー、UCC上島珈琲商品開発担当取締役、シュローダー・ベンチャーズ代表取締役、ベイン・アンド・カンパニー パートナーを経て現職。
2007年、ピタピットジャパン株式会社を設立し、自ら飲食店（フランチャイジー）経営に携わる。同年6月11日に「Pita Pit」日本１号店をオープンしたが、数か月後に閉店した。

## 著書
- 『戦略グループ経営 : 事業ポートフォリオの再構築』（須藤実和と共著）東洋経済新報社 1999年
- 『コーポレイトブランド戦略』東洋経済新報社 2001年
- 『成功するビジネスプラン』日本経済新聞社 2005年
- 『アカウンティング』（山本和隆と共著）ファーストプレス 2008年
- 『「戦略課題」解決21のルール』朝日新聞出版 2010年